# 三橿老屋
31°25′06″N 120°07′30″E / 31.41840°N 120.12496°E
三橿老屋，又称许叔微故居旧址、梅梁小隐，位于中华人民共和国江苏省无锡市滨湖区马山小墅湾，是一处古建筑、许叔微的故居，无锡市文物保护单位。

## 特点
许叔微是南宋进士、医学家，曾力主抗金，后告归隐居于此。他精通中医，有《类证普济本事方》、《翼伤寒论》等著作传世。曾手植橿树三株面得名“三橿老屋”，旧址现存一进二院。1983年，无锡市人民政府公布其为无锡市文物保护单位。